# Susanto Megaranto

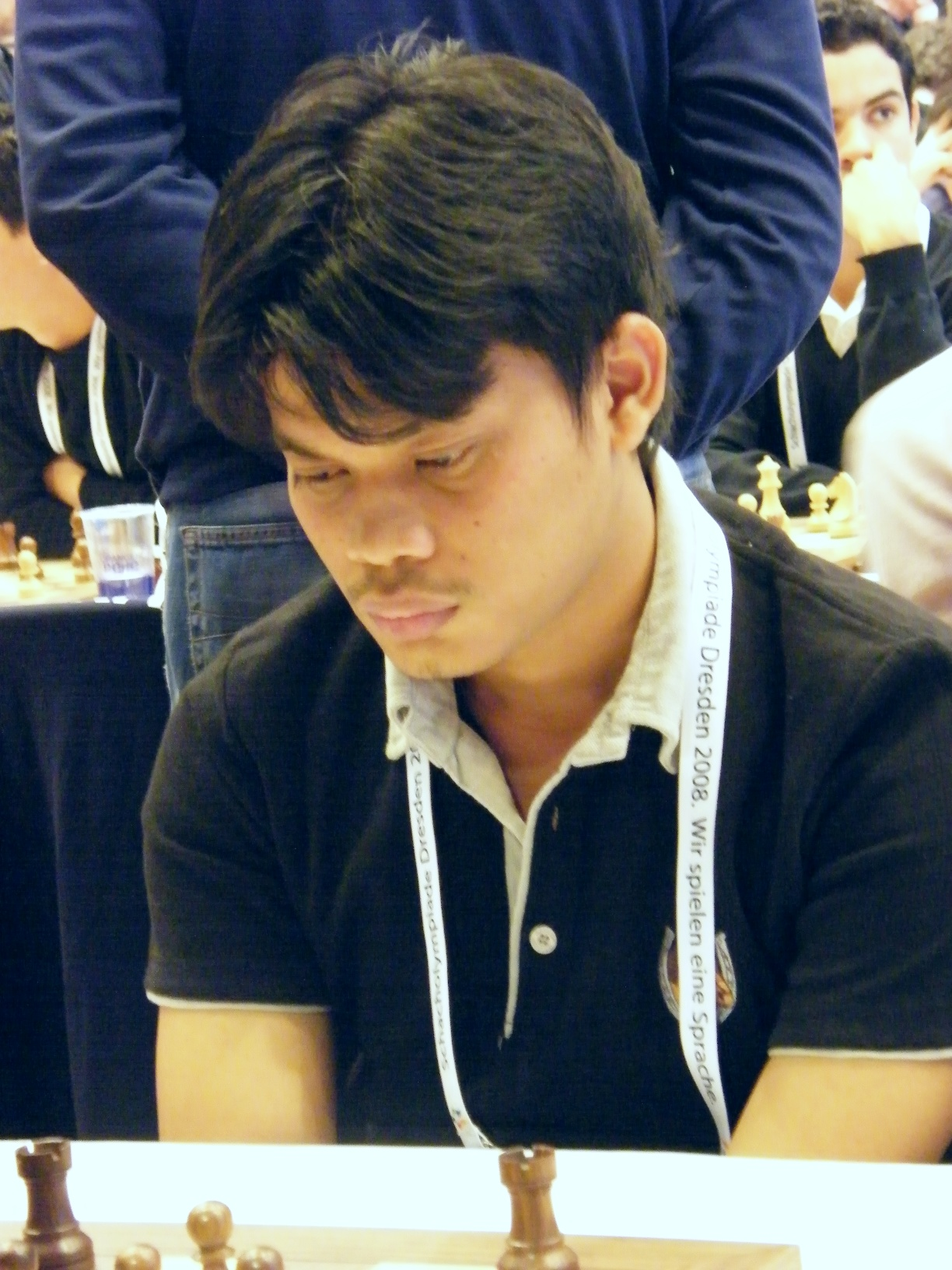
Susanto Megaranto

Susanto Megaranto (8 oktober 1987) is een Indonesische schaker. Hij is een grootmeester; in 2004 werd hij op 17-jarige leeftijd de jongste Indonesische schaker ooit die deze titel behaalde. Tussen 2006 en 2010 won hij vier keer op rij het schaakkampioenschap van Indonesië.

## Carrière
In 2004 werd hij gedeeld 2e-3e met Eugenio Torre in de SEA Games in Vietnam. In hetzelfde jaar werd hij gedeeld eerste met Mark Paragua in de Singapore Masters Open en won vervolgens via tie-break.
Van 6 t/m 13 augustus 2005 speelde hij mee in het Hogeschool Zeeland schaaktoernooi te Vlissingen en eindigde daar na de tie-break op de vierde plaats met 7.5 punt uit negen ronden. Het toernooi werd met 7.5 punt gewonnen door Friso Nijboer. 
In 2007 werd hij gedeeld 3e-8e met Abhijit Kunte, Zhao Jun, Wen Yang, Darwin Laylo en Zhou Jianchao in het zesde Aziatisch kampioenschap schaken. In 2008 eindigde hij gedeeld 3e-7e met Marat Dzhumajev, Darwin Laylo, Dražen Sermek en Ashot Nadanian in het vijfde Dato' Arthur Tan Open Schaakkampioenschap van Maleisië in Kuala Lumpur en gedeeld 3e-6e met Nguyen Anh Dung, Irwanto Sadikin en Magesh Chandran Panchanathan in het Kuala Lumpur Open.
In 2011 nam hij deel aan het toernooi om de Wereldbeker Schaken en werd in de eerste ronde uitgeschakeld door de Vietnamese schaker Lê Quang Liêm.
In 2015 won hij het eerste Schaakkampioenschap voor Aziatische universiteiten, gehouden in Beijing.